# Mikurajima (Tokio)
Mikurajima (御蔵島村 Mikurajima-mura?) es una villa que se encuentra en Tokio, Japón; específicamente en la zona de las islas Izu, dentro de la subprefectura de Miyake.
Según datos del 2010, el pueblo tiene una población estimada de 317 habitantes y una densidad de 15,4 personas por km². El área total es de 20,58 km².
Fue creado como villa el 1 de octubre de 1923 y añadido a la subprefectura de Miyake en 1943.
Se ubica a unos 200 km al sur de la zona continental de Tokio, a unos pocos kilómetros al sur de Miyakejima. La villa la componen la isla de Mikurajima y la pequeña isla deshabitada de Inanbajima. El relieve de Mikurajima es muy montañoso con una máxima altura en el monte Oyama (851 m). La población de la villa se concentra exclusivamente en la zona norte de la isla de Mikurajima.

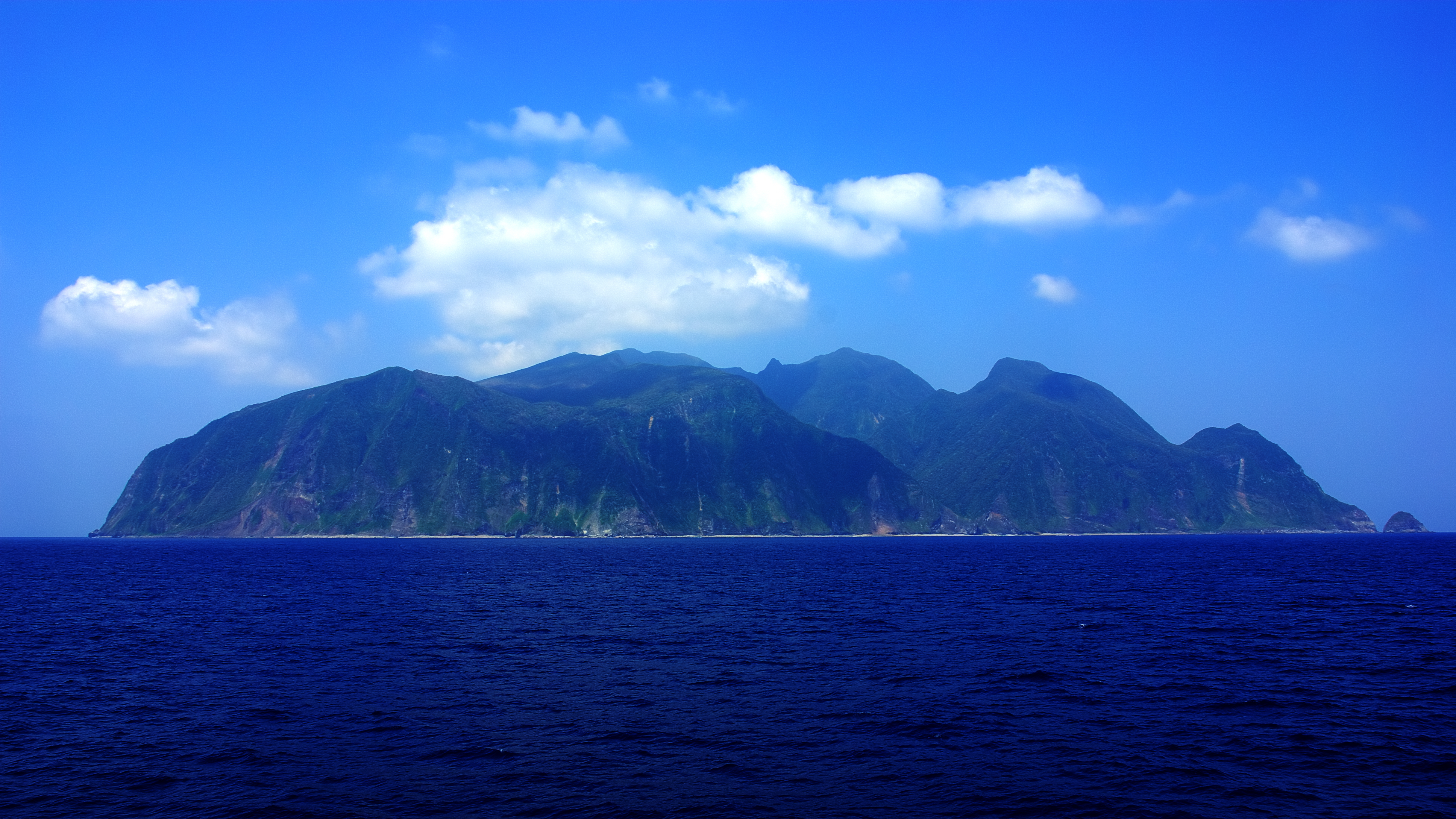
Mikurajima